# تکت
تکت (به اسپانیایی: Tecate) از شهرهای کشور مکزیک است که در ایالت باخا کالیفرنیا قرار دارد و جمعیت آن طبق سرشماری سال ۲۰۱۰ میلادی ۶۴٬۷۶۴ نفر بوده است.

## نگارخانه

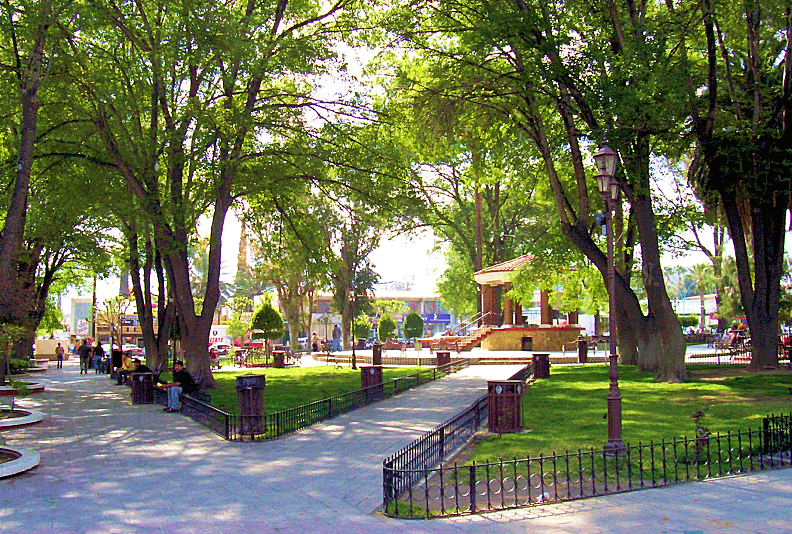
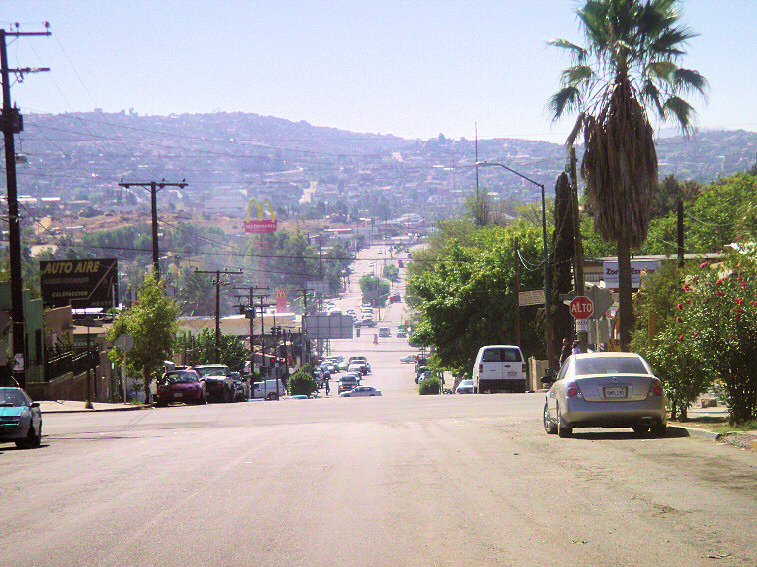
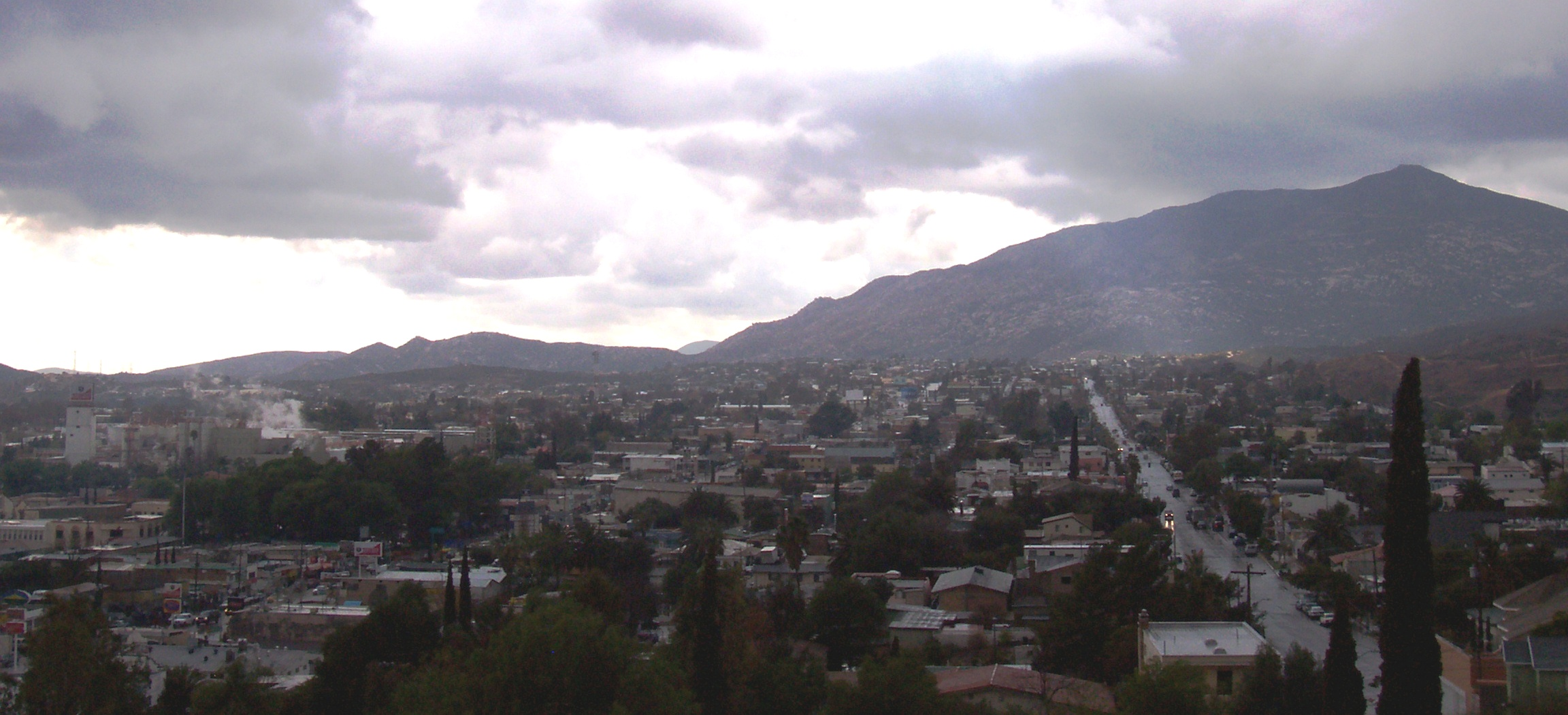